# Sky One
Sky One(스카이 원)은 영국과 아일랜드의 방송국으로 스카이 그룹 소속이었다. 1982년 4월 26일에 개국한 영국에서 가장 오래된 비지상파 텔레비전 채널이었다. 영국에서는 스카이 UK, 디지털 케이블(버진 미디어), IPTV(톡톡 TV), 온라인 (Sky GO)을 통해 시청이 가능하고, 아일랜드에서도 스카이 아일랜드, 버진 미디어 아일랜드, EVision을 통해 시청할 수 있다. 2021년 9월 1일 채널은 스카이 쇼케이스로, 프로그램들은 새로이 개국한 스카이 맥스로 옮기며 역사 속으로 사라졌다.

## 연혁
1982년 4월 26일, 브라이언 헤이즈가 새틀라이트 텔레비전(Satellite Television Ltd.)라는 이름으로 개국했다. 이 때 템즈 텔레비전도 개국되었다. 개국 당시 유럽 최초의 케이블 및 위성 텔레비전 채널이었다.
1983년 6월 27일 새틀라이트 텔레비전의 지분 65%가 루퍼드 머독이 소유하고 있는 뉴스 인터내셔널(News International)에 5백만 파운드로 인수되었다. 1984년 1월 16일에 스카이 채널(Sky Channel)이란 이름으로 바뀌었다.
1988년 6월 스카이의 4개 채널 구성 및 스카이 텔레비전 네트워크 출범을 발표하였다. 1989년 2월 5일에 스카이 텔레비전 네트워크(스카이 채널(Sky Channel), 스카이 뉴스(Sky News), 스카이 무비스(Sky Movies), 유로스포츠(Eurosport))가 출범하였다.
1989년 스카이 채널은 스카이 원 (Sky One)로 이름이 바뀌었고, 영국과 아일랜드 및 대부분 유럽 국가에 송출되었다.
1996년 9월 1일부터 1년간, 그리고 2008년 8월부터 2017년 10월 8일까지 Sky 1으로 표기했다.

## Sky One HD
Sky One HD는 Sky One의 HD 채널이다. 2006년 5월 22일에 Sky에서 개국했다. 2010년 10월 1일에는 버진미디어에서도 방송을 시작했다.

## 채널 번호
- 스카이 UK-106번(SD/HD)/206(+1)/806번(SD)
- 버진 미디어-109번(HD)/110번(SD)
- 버진 미디어 아일랜드-114번(SD)/143번(HD)
- WightFibre-9번
- 톡톡 TV-301번